# Cosmocampus elucens
Cosmocampus elucens és una espècie de peix de la família dels singnàtids i de l'ordre dels singnatiformes.

## Morfologia
- Els mascles poden assolir 15 cm de longitud total.[1][2]

## Reproducció
És ovovivípar i el mascle transporta els ous en una bossa ventral, la qual es troba a sota de la cua.

## Hàbitat
És un peix marí de clima subtropical i associat als esculls de corall que viu fins als 345 m de fondària.

## Distribució geogràfica
Es troba des de Carolina del Nord (Estats Units), Bermuda i el nord del Golf de Mèxic fins a les Petites Antilles i Surinam.